# Libanios
Libanios z Antiochii (gr. Λιβάνιος, Libanios; ur. 314, zm. 395) – grecki retor, platoński filozof szkoły pergamońskiej, przedstawiciel drugiej sofistyki.
Był uczniem retora Zenobiosa. Przez kilka lat mieszkał w Atenach, następnie nauczał retoryki w Konstantynopolu, by na starość powrócić do rodzinnej Antiochii, gdzie zmarł. Libanios był wielbicielem kultury greckiej i zaciekłym przeciwnikiem chrześcijaństwa, mimo to jego uczniami było wielu późniejszych Ojców Kościoła m.in. Bazyli Wielki i Jan Chryzostom, a także prawdopodobnie Grzegorz z Nazjanzu. Uczniem Libaniosa był także przyszły cesarz Julian. Po objęciu rządów przez Juliana Libanios współpracował z nim w odrodzeniu rzymskiej religii pogańskiej. 
Pisma Libaniosa zachowały się do czasów współczesnych niemal w całości. Spośród jego twórczości naczelne miejsce zajmują mowy, których zachowało się 64. Mowy uznawane są za dobre świadectwo współczesnych autorowi czasów; zawarte są w nich opisy m.in. katastrof naturalnych i wydarzeń politycznych (jak powstanie w Antiochii w 387 roku). W swoich mowach Libanios wielokrotnie wychwala cesarza Juliana, zaś w mowie do cesarza Teodozjusza wystąpił przeciwko burzeniu pogańskich świątyń.
Libanios pisał także deklamacje retoryczne, których zachowało 51. Prowadził także bogatą korespondencję; znanych jest przeszło 1500 jego listów, będących ważnym świadectwem pogańskiego życia intelektualnego u schyłku antyku.